# Grimm (série télévisée)
Pour les articles homonymes, voir Contes de Grimm (homonymie) et Grimm.
Grimm est une série télévisée américaine mêlant récit policier et fantasy urbaine de 123 épisodes de 42 minutes créée par David Greenwalt et Jim Kouf, qui a été diffusée simultanément du 28 octobre 2011 au 31 mars 2017 sur NBC aux États-Unis et sur CTV et CTV Two au Canada.
En France, la série est diffusée depuis le 24 avril 2012 sur Syfy France et depuis le 11 janvier 2013 sur NT1, au Québec, depuis le 20 août 2012 sur Ztélé et en Belgique, dans l'année 2016 sur Plug RTL.

## Synopsis
À Portland, l'inspecteur Nick Burkhardt découvre qu'il est l'un des derniers descendants des Grimm, une lignée de chasseurs dont les célèbres récits des frères Grimm se rapprochent désormais bien plus de la réalité que de contes imaginés. Étant policier depuis plusieurs années, Nick doit désormais s'assurer, aussi bien en tant que policier que Grimm, de servir et protéger toute personne victime de certaines créatures maléfiques.
Nick se retrouve ainsi dans un univers inconnu régi par des règles qu’il ne connaît pas. Il est aidé d'Eddy Monroe, un Blutbad (c'est-à-dire un homme-loup) capable de voir les êtres surnaturels de cet univers, tout comme lui. Plus tard, il reçoit également l'aide de la compagne de Monroe, Rosalee Calvert (une Fuchsbau, c'est-à-dire une femme-renarde), et d'Hank Griffin, son coéquipier humain.

## Distribution

### Acteurs principaux
- David Giuntoli (VF : Pascal Nowak) : le lieutenant Nick Burkhardt, un « Grimm »
- Russell Hornsby (VF : Gilles Morvan) : le lieutenant Hank Griffin, un humain
- Silas Weir Mitchell (VF : Constantin Pappas) : Monroe, un « Blutbad » végétarien
- Bitsie Tulloch (VF : Pamela Ravassard) : Juliette Silverton, une humaine
- Reggie Lee (VF : Didier Cherbuy) : le sergent Drew Wu, un humain
- Sasha Roiz (VF : Loïc Houdré) : le capitaine Sean Renard, moitié « Zauberbiest », moitié-humain
- Bree Turner (VF : Céline Mauge) : Rosalee Calvert, une « Fuchsbau » (récurrente saison 1, principale depuis la saison 2)
- Claire Coffee (VF : Sybille Tureau) : Adalind Schade, une « Hexenbiest » (récurrente saison 1, principale depuis la saison 2)

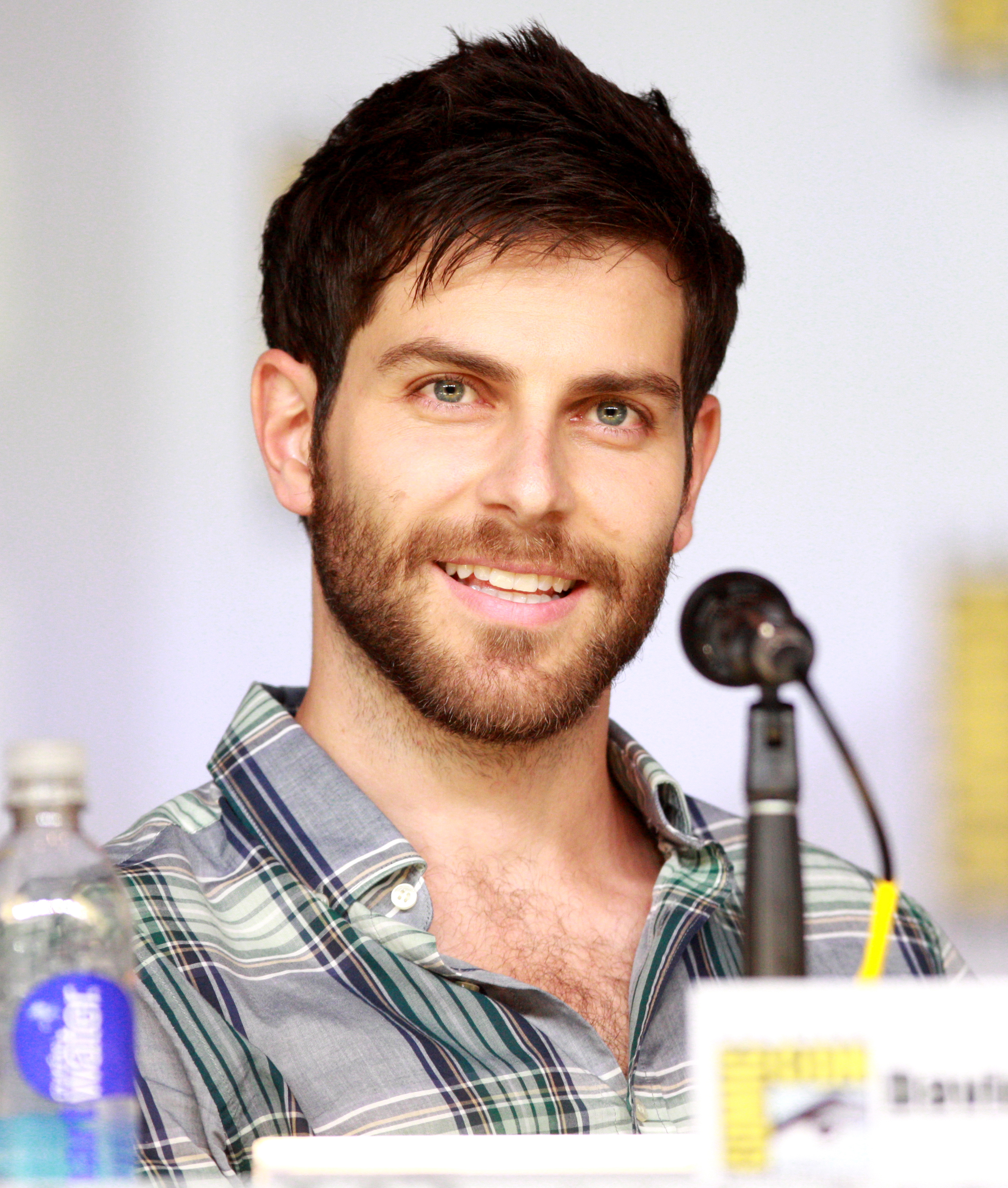
David Giuntoli interprète Nick Burkhardt.
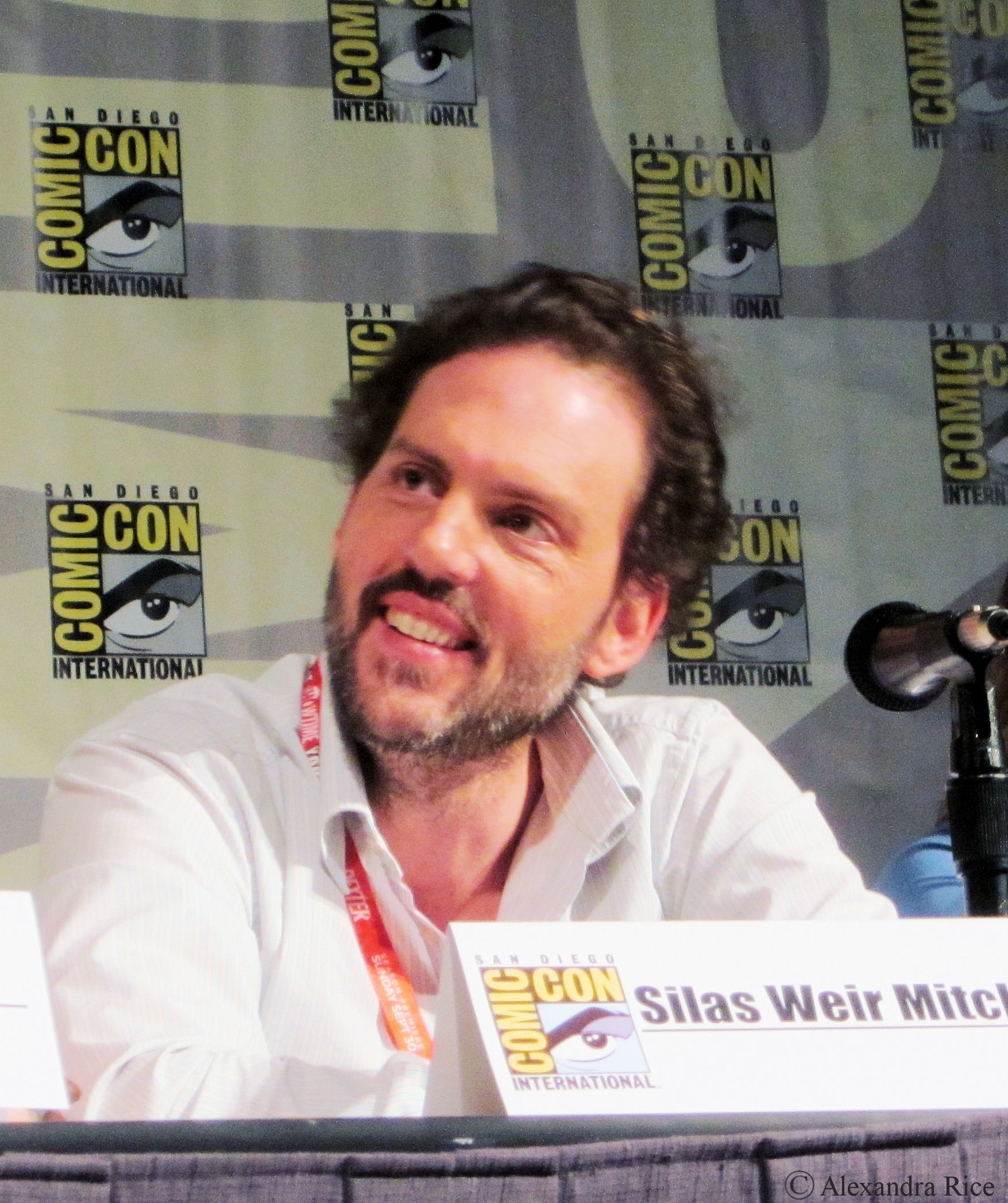
Silas Weir Mitchell interprète Monroe.
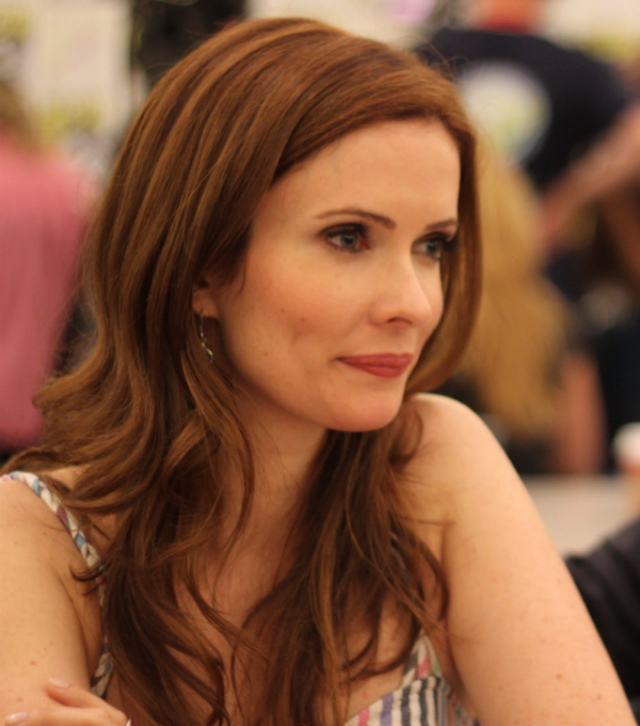
Bitsie Tulloch interprète Juliette Silverton / Eve.
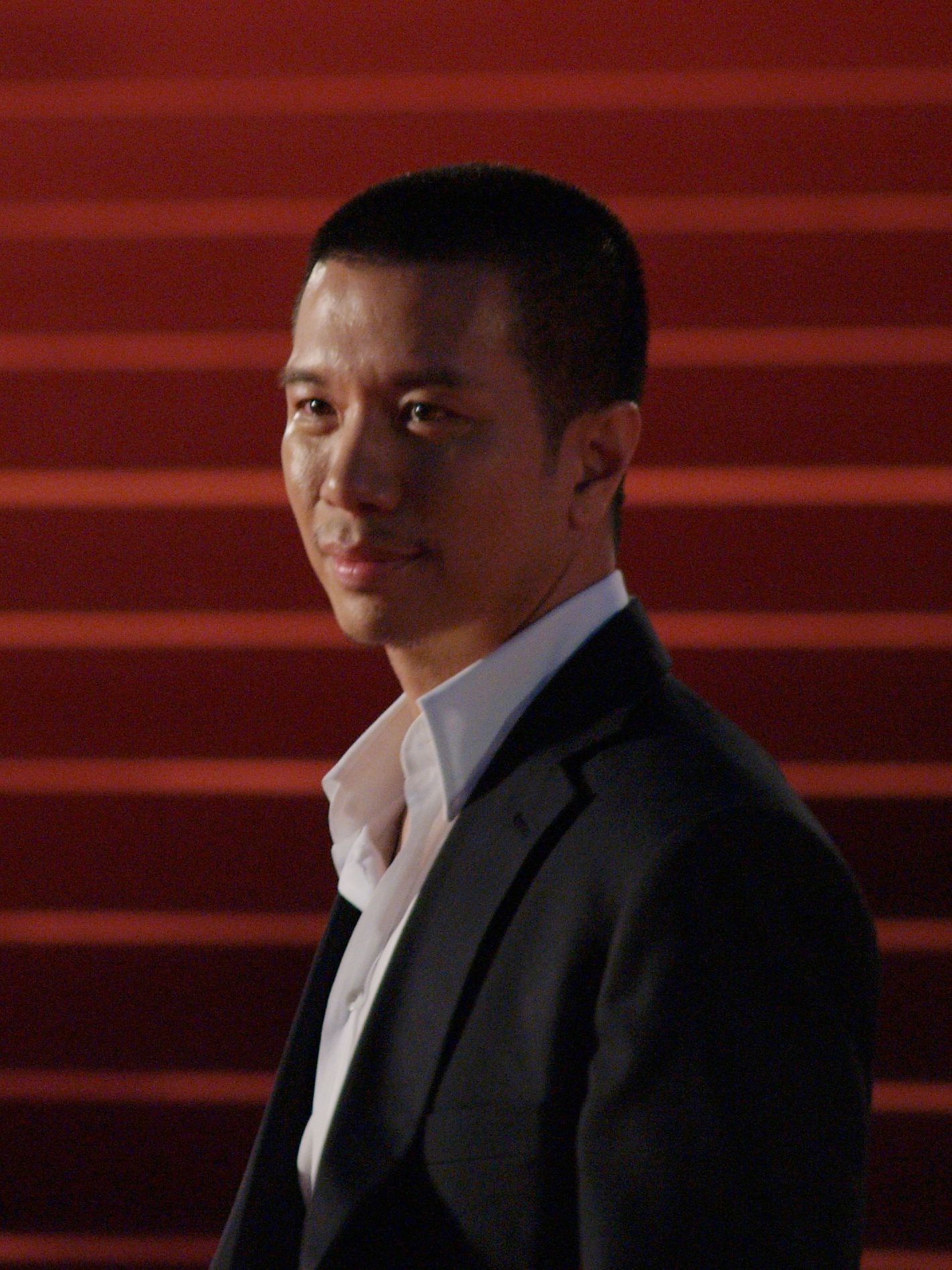
Reggie Lee interprète Drew Wu.
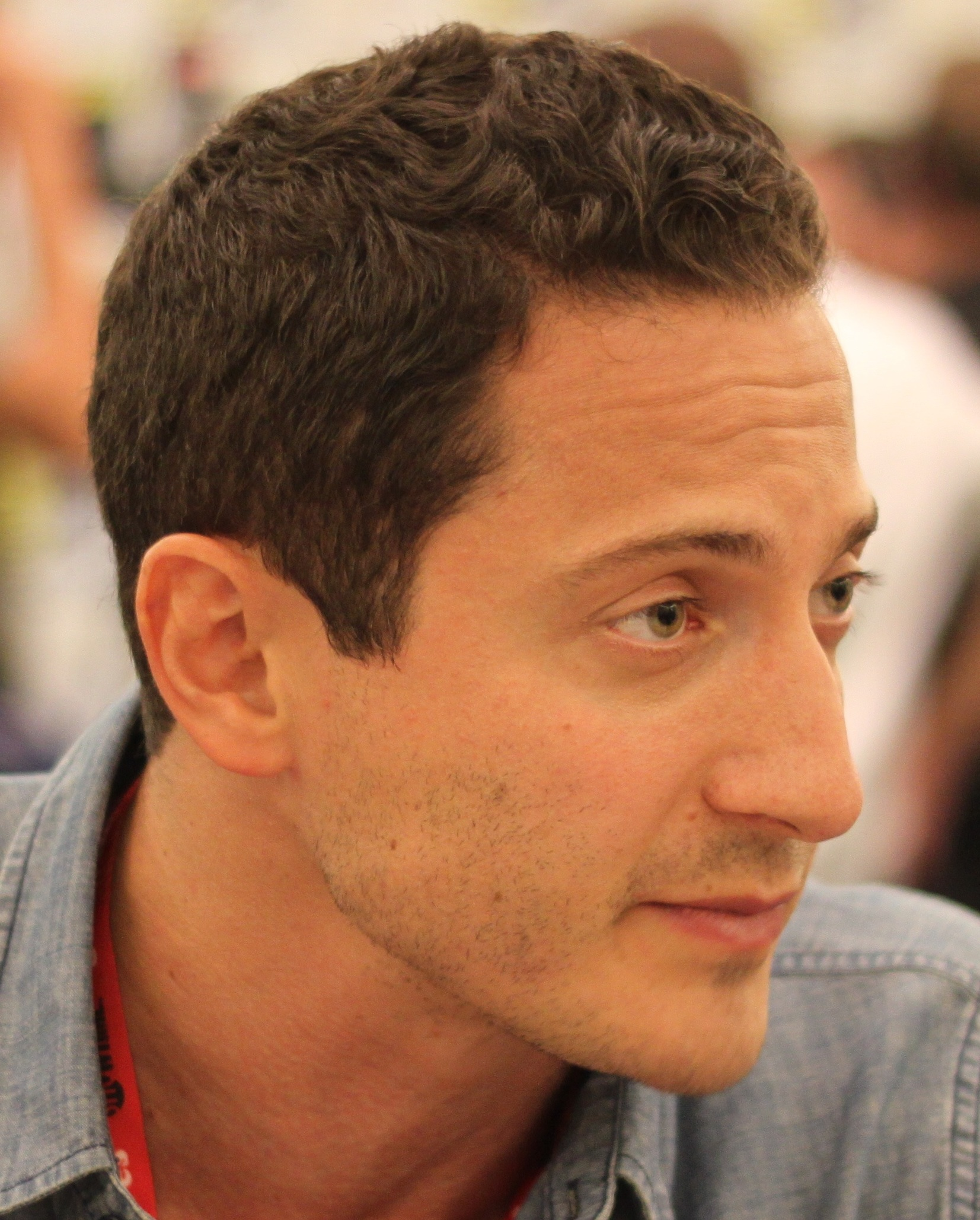
Sasha Roiz interprète Sean Renard.
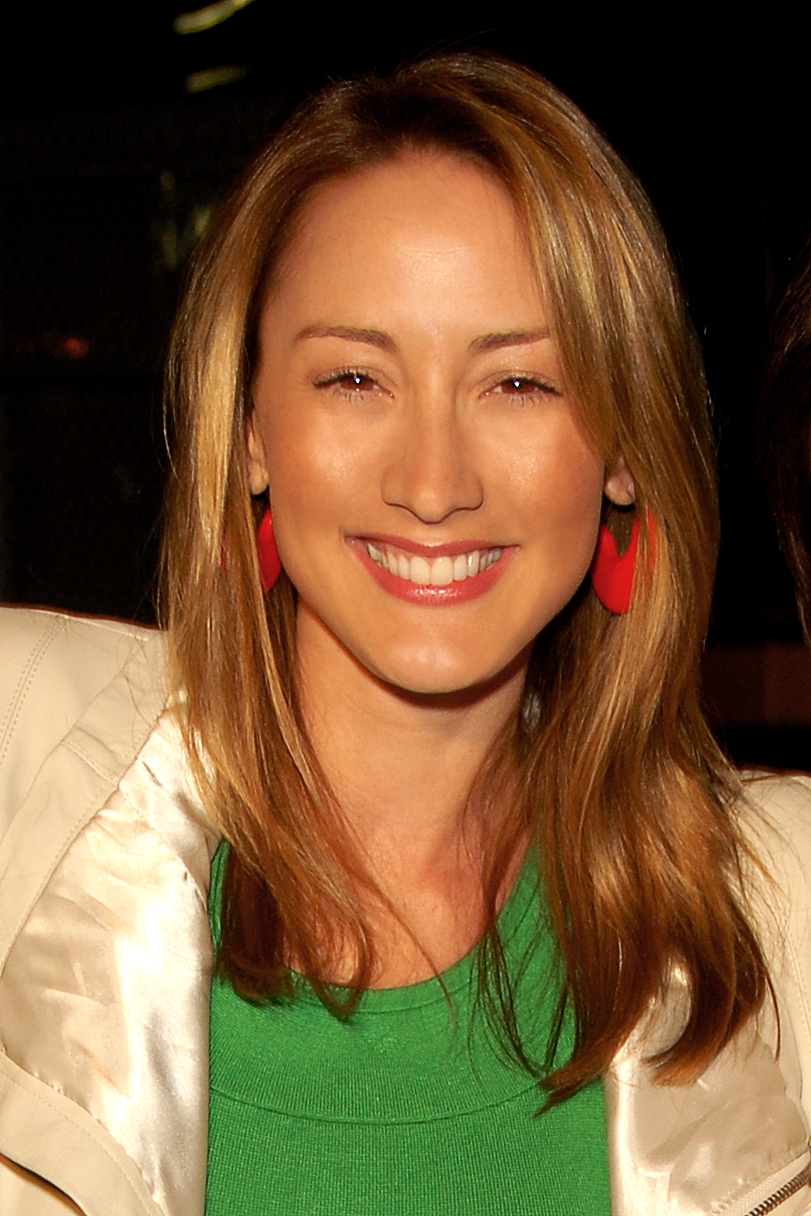
Bree Turner interprète Rosalee Calvert.
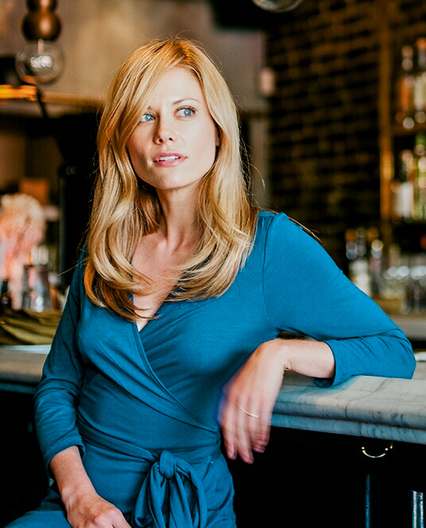
Claire Coffee interprète Adalind Schade.

### Acteurs récurrents
- Danny Bruno (en) (VF : Sylvain Clément) : Bud Wurstner, un « Eisbiber » (depuis la saison 1)
- Mary Elisabeth Mastrantonio (VF : Frédérique Tirmont) : Kelly Burkhardt, la mère de Nick, une « Grimm » (saison 1 à 4, invitée saison 6)
- James Frain (VF : Lionel Tua) : Eric Renard, le frère du capitaine Renard, un « Royal » (récurrent saison 2, invité saison 3)
- Christian Lagadec (VF : Adrien Larmande) : Sebastian, l'espion du capitaine Renard (saisons 2 et 3)
- Mary McDonald-Lewis (VF : Julie Carli) : Frau Pech (récurrente saison 2, invitée saison 3)
- Michael Terry (VF : Nicolas Beaucaire) : Ryan Smulson (récurrent saison 2, invité saison 3)
- Shohreh Aghdashloo (VF : Annie Balestra) : Stefania Vaduva Popescu (invitée saison 2, récurrente saison 3)
- Jacqueline Toboni (VF : Victoria Grosbois) : Theresa Rubel dite « Rebelle », une « Grimm » (depuis la saison 3)
- Damien Puckler (VF : Jochen Haegele) : Martin Meisner (récurrent saisons 3, 5 et 6, invité saison 4)
- Alexis Denisof (VF : Yann Guillemot) : Viktor Albert Wilhelm George Beckendorf (saisons 3 et 4)
- C. Thomas Howell (VF : Patrick Osmond) : Weston Steward (saison 3)
- Nico Evers-Swindell (en) (VF : Thibaut Lacour) : le prince Kenneth (saison 4)
- Hannah R. Loyd (VF : Angela Mit) : Diana (saisons 5 et 6)
- Shaun Toub (VF : Pascal Germain) : Conrad Bonaparte, un « Zauberbiest (saison 5)
- voix des citations inscrites en début d'épisodes (VF : Guillaume Orsat)
- voix de l'accroche d'ouverture (VF : Patrick Floersheim) (saisons 1 et 2)
Version française
  - Société de doublage : Audi'Art[8],[9]
  - Direction artistique : Guillaume Orsat[8],[9]
  - Adaptation des dialogues : Nevem Alokpah et Loïc Espinosa[9]

 Source et légende : version française (VF) sur RS Doublage et Doublage Séries Database

## Production

### Développement
Le projet de David Greenwalt et Jim Kouf a reçu une commande de pilote en janvier 2011 qui sera réalisé par Marc Buckland (en).
Satisfaite du pilote, NBC commande la série le 12 mai 2011 et annonce trois jours plus tard lors des Upfronts qu'elle sera diffusée les vendredis à l'automne. Initialement prévue pour le 21 octobre, la première a été repoussée d'une semaine, au 28 octobre.
En novembre 2011, initialement prévue pour treize épisodes, NBC a passé commande de neuf épisodes supplémentaires, portant cette saison à un total de 22 épisodes.
Le 16 mars 2012, la série a été renouvelée pour une deuxième saison. Les quatre premiers épisodes ont été diffusés les lundis à 22 h, débutant au lendemain de la cérémonie de fermeture des jeux olympiques d'été de 2012, le 13 août 2012, avant que la série ne reprenne la case du vendredi à 21 h avec de nouveaux épisodes le 28 septembre 2012 sur NBC.
Le 30 novembre 2012, NBC a annoncé que la série connaîtrait une pause hivernale et reviendrait le 8 mars 2013.
Le 26 avril 2013, la série a été renouvelée pour une troisième saison de vingt-deux épisodes diffusés à compter du 25 octobre 2013.
Le 19 mars 2014, la série a été renouvelée pour une quatrième saison de vingt-deux épisodes.
Le 5 février 2015, la série a été renouvelée pour une cinquième saison de vingt-deux épisodes.
Le 5 avril 2016, la série a été renouvelée pour une sixième saison de treize épisodes.
Le 29 août 2016, une sixième saison (treize épisodes) est annoncée comme la dernière.

### Attribution des rôles
Les rôles principaux ont été attribués dans cet ordre : David Giuntoli, Silas Weir Mitchell, Russell Hornsby, Bitsie Tulloch, Sasha Roiz et Reggie Lee.
L'actrice Bree Turner (Rosalee Calvert) a un rôle principal dès la deuxième saison, suivie de Claire Coffee (Adalind Schade).
Les acteurs James Frain (vu entre autres dans Les Tudors et True Blood) et Alice Evans ont obtenu un rôle récurrent lors de la deuxième saison, quant à Mark Pellegrino un rôle d'invité le temps d'un épisode.
Les acteurs Alexis Denisof et Sharon Leal ont obtenu un rôle récurrent lors de la troisième saison.
En juillet 2014, Elizabeth Rodriguez a obtenu un rôle lors de la quatrième saison.

### Tournage
Le tournage de la deuxième saison a débuté le 30 mai 2012 dans la ville de Portland, dans l'Orégon. Ce choix viendrait du fait que la ville de Portland pour le Washington Park et le Forest Park.

### Fiche technique
- Titre original et français : Grimm
- Création : Stephen Carpenter, David Greenwalt et Jim Kouf
- Réalisation : Norberto Barba, Terrence O'Hara, Holly Dale et Darnell Martin
- Scénario : Stephen Carpenter, Alan DiFiore, David Greenwalt et Jim Kouf
- Direction artistique : Adam Reamer et Elizabeth M. Burhop
- Décors : Michael Wylie et Craig Stearns
- Costumes : Alexandra Welker et Kathleen Detoro
- Photographie : Cort Fey et Eliot Rockett
- Montage : Chris G. Willingham, George Pilkinton et Jacque Elaine Toberen
- Musique : Richard Marvin
- Casting : Donna Rosenstein, Marlo Tiede et Judith Sunga
- Production : Todd Milliner, Naren Shankar, Norberto Barba, Alan DiFiore, David Greenwalt et Jim Kouf
- Sociétés de production : GK Productions, Hazy Mills Productions et Universal TV
- Sociétés de distribution (télévision) : NBC (États-Unis), 2BE (Belgique)
- Pays d'origine :  États-Unis
- Langue originale : anglais
- Format : couleur - 35 mm - 1,78:1 - son Dolby Digital
- Genre : série policière, fantastique, fantasy, dramatique
- Durée : 42 minutes
- Public : déconseillé aux moins de 12 ans (certains épisodes sont aussi déconseillés aux moins de 10 ans)

 Sauf indication contraire, les informations mentionnées dans cette section peuvent être confirmées par la base de données cinématographiques IMDb,  présente dans la section « Liens externes ».

### Diffusion internationale
Les épisodes sont diffusés simultanément aux États-Unis et au Canada (sauf le pilote qui a été diffusé une heure plus tôt au Canada).

## Épisodes

### Première saison (2011-2012)
Nick Burkhard, un talentueux inspecteur de police vivant dans la ville de Portland, apprend par sa tante qu'il est un « Grimm », un chasseur de créatures nommées Wesen. Les Wesen possèdent tous la singulière particularité de conserver une forme humaine lorsqu'elles contrôlent leurs pulsions instinctives. Après la mort de sa tante, qui lui a remis une mystérieuse clé, Nick rencontre Eddy Monroe, un Blutbad (un loup-garou), qui devient son ami et l'aide à combattre toutes sortes de créatures. Dans le même temps, Nick s'efforce de cacher sa nouvelle vie à sa compagne, Juliette Silverton, ainsi qu'à son partenaire Hank Griffin.

### Deuxième saison (2012-2013)
Dans cette saison, Nick doit faire face à de nouvelles créatures, toutes plus dangereuses les unes que les autres. Son secret pèse cependant moins lourd, car Hank est désormais au courant de l'existence des Wesen. Après être sortie du coma, Juliette ne se souvient plus de Nick et traverse de nombreuses et étranges épreuves. Elle finit par apprendre le secret de Nick et l'accepte au fur et à mesure de ce qu'elle découvre sur cet univers.
Rosalee et Monroe se rapprochent, tandis qu'Adalind est enceinte d'un enfant de sang royal et tente de récupérer ses pouvoirs d'Hexenbiest que Nick lui avait retirés.

### Troisième saison (2013-2014)
Juliette sait maintenant que Nick est un Grimm. Ce dernier, victime du Baron Samedi, finit par quitter sa condition de mort-vivant, mais il a tué, sous l'emprise de cet envoûtement, un humain et cet acte l'obsède pendant un certain temps.
Adalind récupère ses pouvoirs et accouche d'une petite fille que la famille royale d'Autriche tente de récupérer par tous les moyens ; la mère de Nick réapparaît alors pour protéger le bébé.
Wu se retrouve face à un Aswang et commence à suspecter l'existence des Wesen, ce qui met ses amis dans une situation embarrassante.
Monroe et Rosalee planifient leur mariage.
Lors de l'une de ses enquêtes, Nick rencontre Theresa Rubel, une jeune femme désorientée, et doit lui expliquer qu'elle est aussi, sans le savoir, une Grimm.

### Quatrième saison (2014-2015)
Nick a perdu ses pouvoirs de Grimm. Heureusement, il peut compter sur l'aide de Rebelle pour le remplacer dans son combat contre les Wesen et sur celle de la mère du capitaine Renard, également une Hexenbiest, pour retrouver ses pouvoirs.
Monroe et Rosalee sont ensuite harcelés par le Wesenrein, un groupuscule extrémiste qui ne tolère pas les mariages interraciaux entre Wesen.
Enfin, dans la dernière partie de la saison, Juliette découvre qu'elle est devenue une Hexenbiest et doit faire face à ses nouveaux pouvoirs, ainsi qu'au déclin de son humanité. Dans le même temps, Adalind apprend qu'elle est enceinte de Nick après s'être fait passer pour Juliette. Nick ne l'apprendra qu'à la fin de la saison.

### Cinquième saison (2015-2016)

Blason de la famille Kessler découvert dans un ancien grimoire.

Nick s'efforce de se remettre de la disparition de sa mère et de Juliette, tandis qu'une guerre importante entre les Wesen et les Grimm éclate. Les Wesen ont décidé de ne plus se cacher et de contrôler la Terre. Ils forment un groupuscule, très bien organisé, nommé la « Griffe Noire », qui commet secrètement de nombreux attentats et rituels en tous genres mais Nick reste leur cible principale. De son côté, Rebelle décide de s'allier avec une organisation nommée le « Mur d'Hadrien », qui lutte contre ce soulèvement.

### Sixième saison (2017)
La dernière saison voit le groupe s’inquiéter à propos de mystérieux symboles dessinés sur le tissu qui enveloppe la baguette qu'ils ont ramenée d'Allemagne. Ils finissent par comprendre qu'un événement terrible est supposé intervenir très bientôt.

## Personnages

### Principaux
Nick Burkhardt
Nick est un enquêteur de police de Portland. Il vit avec Juliette Silverton qu'il a l'intention d'épouser. Il a été élevé par sa tante Marie après la mort de ses parents alors qu'il n'était qu'un adolescent de douze ans.
Il apprend des années plus tard, par sa tante, qu'il est l'un des derniers descendants d'une longue lignée de soldats humains, appelés les « Grimm », dont la mission est de protéger l'humanité de certaines créatures maléfiques à l'apparence humaine, faisant partie d'êtres appelés Wesen. De par sa nature de Grimm, Nick peut voir la véritable identité de ces créatures. En outre, il développe rapidement des facultés de combat impressionnantes.
Dans la 5e saison, il devient le père d'un petit garçon avec Adalind, qu'elle décide d'appeler Kelly, en hommage à la mère de Nick.
Hank Griffin
Hank Griffin, de nature calme et loyale, est le coéquipier et ami de Nick. Ensemble, ils forment une excellente équipe mais il n'a pas conscience de l'existence des Wesen ni des pouvoirs de son partenaire. Il sait néanmoins que Nick possède des facultés qui lui permettent de deviner la véritable nature des personnes.
Lors de la 2e saison, il apprend le secret de Nick, ce qui simplifie grandement leurs relations, Nick pouvant désormais lui expliquer tous ces événements étranges dont sont responsables certains Wesen.
Dans la 3e saison, il tente d'établir une relation avec Zuri, une kinésithérapeute, mais il finit par s'apercevoir qu'elle est un Wesen. Zuri revient dans la cinquième saison, apparemment décidée à entamer une relation durable avec Hank, mais il s'avère qu'elle n'est revenue que pour espionner Hank pour le compte de la Griffe Noire.
Monroe
Monroe est un Blutbad vivant seul et repenti parmi les humains. Il est d'une précieuse aide pour Nick grâce à ses connaissances sur les Wesen. Lors de la création du personnage, les scénaristes décidèrent de l'appeler Eddy Monroe, néanmoins, ce prénom n'a jamais été utilisé au cours de la série, le personnage étant toujours appelé "Monroe" par son entourage (famille et amis). Le mystère plane donc sur lui et comme le dit si bien un des personnages "Monroe, c'est son nom ou son prénom ?".
Lors de la deuxième saison, il entame une relation amoureuse avec Rosalee. Il exerce la profession d'horloger et est l'atout humoristique de la série.
Dans la 3e saison, Rosalee emménage chez lui et Monroe finit par l'épouser.
Dans la cinquième saison, il accompagne Nick en Allemagne pour récupérer le trésor des familles royales, qui s'avère être un bâton capable de guérir n'importe quelle blessure.
Sergent Drew Wu
Le sergent Wu est un officier du département de la police de Portland. Il est au service du capitaine Renard et arrive souvent sur les scènes de crime avant Nick et Hank. Il représente également le faire-valoir pour plusieurs séquences humoristiques dans certains épisodes.
Lors de la troisième saison, il se retrouve nez à nez avec un Wesen et part dans un hôpital psychiatrique car il se croit fou. Juliette décide de l'aider à s'en remettre car elle comprend ce qu'il a vécu. Wu reprend ensuite une vie normale jusqu'à ce qu'il découvre un des livres de Nick consacrés aux Wesen.
Dans la quatrième saison, Nick et Hank lui expliquent la situation des Wesen. Il est désormais dans la confidence.
Dans la cinquième saison, Wu est attaqué par un lycanthrope (un Blutbad qui a muté) et se retrouve griffé à la jambe. Il se retrouve contaminé, et se transforme dès lors régulièrement sous le coup de l'émotion.
Juliette Silverton
Juliette est la compagne de Nick. Elle est intelligente, hispanophone, perspicace et de nature très calme. Elle soutient totalement son petit-ami sans être au courant des capacités de ce dernier. Elle se doute que Nick a un secret et que les choses ont changé depuis le décès de sa tante Marie. (Juliette n'est pas très développée dans la 1re saison)
Lors de la 2e saison, Nick tente de lui révéler la vérité à propos de l'univers des Wesen. Elle n'a cependant pas le temps de faire face à ces révélations, car elle tombe dans le coma à cause d'Adalind. À son réveil, elle a oublié Nick. Elle finit cependant par retrouver la mémoire et prend la décision de partager les expériences que vit son amoureux constamment en contact avec les Wesen. Néanmoins, elle a de plus en plus de mal à accepter la vie périlleuse qu'elle et Nick doivent mener.
Lors de la 3e saison, elle apprend à vivre avec le secret et les responsabilités de Nick en tant que Grimm.
Lors de la 4e saison, elle devient une Hexenbiest. Au début horrifiée par sa nouvelle condition, elle finit par apprécier ses pouvoirs. Elle garde une profonde rancœur envers Adalind (cette dernière est responsable de son état) qui se transforme en haine. Le prince Kenneth en profite pour lui révéler qu'Adalind est enceinte de Nick afin qu'elle se ligue avec la royauté contre le Grimm et ses amis. Après la chute de la royauté, elle est grièvement blessée par Rebelle et son corps est emmené avec Teresa sous les yeux de Nick.
Lors de la 5e saison, elle réapparaît en pleine forme après un long lavage de cerveau effectué par le Mur d'Hadrien. Elle se fait appeler Eve. Ayant conservé ses pouvoirs de hexenbiest, elle est un soutien de poids.
Lors de la 6e saison, elle subit l'étreinte du mort : un cadavre l'agrippe et lui fait voir brièvement une autre dimension. Dès lors, Eve est obsédée par cette dimension et finit par s'y rendre, non sans emmener Nick avec elle. Il s'avère qu'Eve a en réalité été piégée par le Wesen immensément puissant qui dirige cette dimension, le Zerstorer, qui réussit à les suivre dans le monde réel. Le groupe parviendra toutefois à le vaincre, non sans difficultés.
Capitaine Sean Renard
Le capitaine Sean Renard est le supérieur hiérarchique des inspecteurs Nick Burkhardt et Hank Griffin ainsi que du sergent Wu. Il est aussi l'un des princes des sept familles royales et est à moitié Zauberbiest (sa mère est une Hexenbiest et son père un humain). Nick finit par apprendre sa véritable identité et peine à lui faire confiance.
Dans la 3e saison, il devient le père d'une petite fille nommé Diana, douée de pouvoirs psychokinétiques. À la fin de cette même saison, il est mortellement blessé par balle par un Hundjäger.
Dès le début de la 4e saison, il est ressuscité par sa mère mais se retrouve possédé par l'esprit de Jack l'Éventreur, ce qui provoque chez lui des absences et rouvre régulièrement ses blessures. Il est finalement désenvoûté par Rosalee.
Dans la 5e saison, il décide de soutenir un de ses amis, Andrew Dixon, qui a décidé de se présenter aux élections pour devenir maire de Portland. Il s'avère que la Griffe Noire avait prévu de tuer Dixon pour convaincre ensuite Renard de se présenter à sa place, qui finit par être élu. Toutefois, afin d'assurer à Renard la sympathie des habitants de Portland, la Griffe Noire oblige Adalind à s'afficher avec Renard, Diana et Kelly, ce qui rend Nick furieux.
Adalind Schade
Elle est une avocate et une Hexenbiest. Elle travaille avec le capitaine Renard. Elle finit par perdre ses pouvoirs à cause de Nick et en représailles, elle plonge Juliette dans le coma et lui efface tous les souvenirs qu'elle a de Nick. Elle se rend ensuite à Vienne, où elle rencontre Eric Renard, le frère aîné du capitaine Renard, avec qui elle entame une liaison. Tombée enceinte après une courte liaison avec Sean Renard, son bébé devient l'objet de convoitises, car il est la progéniture d'un géniteur Wesen de sang royal.
Nick et ses amis s'arrangent pour que la mère de Nick récupère l'enfant, car il ne doit en aucun cas tomber entre les mains de la royauté. Ces derniers en profitent alors pour la manipuler afin qu'elle prive Nick de ses pouvoirs en couchant avec lui. Cette entreprise a toutefois un effet inattendu : Adalind tombe enceinte de Nick. Lorsque Juliette, entretemps changée en Hexenbiest, menace la vie d'Adalind, cette dernière vient demander la protection de Nick pour elle et leur enfant.
Elle semble ensuite entamer un processus de rédemption, aidant le groupe à fabriquer une potion censée endiguer les puissants pouvoirs nouvellement acquis par Juliette. Elle n'hésite pas à tester la potion elle-même et perd ainsi ses pouvoirs d'Hexenbiest.
Dans la 5e saison, Adalind s'installe avec Nick dans un appartement isolé, pour l'aider à élever leur fils Kelly. Au début installé avec elle par devoir, Nick finit par éprouver des sentiments pour Adalind. Cette dernière finit par récupérer ses pouvoirs au cours de la saison. Mais la Griffe Noire, qui veut isoler Nick, oblige Adalind à retourner auprès de Renard avec Kelly, ce qui rend Nick furieux.
Rosalee Calvert
C'est une Fuchsbau. Herboriste, elle reprend la boutique de plantes de son frère assassiné. Elle se lie d'amitié avec Nick et entame une relation amoureuse avec Monroe, qu'elle finit par épouser. Sa vaste connaissance en remèdes les aideront, tous les trois, à de nombreuses reprises.
Dans la 5e saison, elle apprend qu'elle est enceinte.

### Récurrents
Dr Harper
Elle est médecin légiste rattachée à la police de Portland. Elle aide Nick et Hank lors de leurs enquêtes. Elle ignore tout des activités des Grimm ou des Wesen lors des saisons, elle est très étonnée par l'état dans lequel se trouve les cadavres Wesen apportés par les deux lieutenants. Son personnages disparaît de la série à la fin de la 3e saison.
Bud
C'est un Eisbiber. Inquiété par la nature Grimm de Nick, il commence par le surveiller pour se rendre compte qu'il n'a pas affaire à un Grimm comme les autres puis se lie d'amitié avec lui. Il aide beaucoup Nick et ses amis contre les crimes Wesen sans pour autant être un personnage clé de la série. Il est souvent drôle par le fait qu'il parle tout le temps ou par sa maladresse mais il a la totale confiance de Nick. Il lui a été confié qu'Adalind était enceinte de Nick. C'est d'ailleurs lui qui le préviendra de l'accouchement.
Theresa Rubel / « Rebelle »
Theresa est une descendante des Grimm, qui peut donc voir les Wesen comme Nick. Comme ce dernier, elle découvre que certains Wesen ne sont pas aussi dangereux que d'autres peuvent le laisser croire. Cependant, comme elle n'a eu personne pour l'informer et la guider, elle est bien plus violente et agressive.
Dans la 5e saison, elle est recrutée par le Mur d'Hadrien et participe activement à leurs activités, voyageant régulièrement pour leur compte.

### Les créatures
Abath
Ce sont des licornes.
Anubis
Ce sont des créatures qui ressemblent au dieu égyptien, Anubis. Ils protègent les anciens artefacts.
Aswang
Ce sont des créatures folkloriques asiatiques, qui selon la série, aspirent le liquide amniotique des femmes enceintes pour allonger leur espérance de vie.
Balam
Ce sont des jaguars, semblables à des panthères nébuleuses. Ils sont très obstinés.
Bauerschwein
Ce sont des porcs. Ils sont en conflit avec les Blutbaden depuis des générations.
Blutbad
Ce sont des loups-garous. Ils peuvent être tués par une plante, la Wolfsbane. Les Wider Blutbad sont des Blutbaden qui vivent sans commettre de meurtre, pour se nourrir de viande.
Coyotl
Ce sont des coyotes. Ils sont surtout présents en Amérique Centrale et du Sud.
Cracheur-Mortel
Ce sont des poissons porc-épic. Ils peuvent cracher une sorte de venin qui paralyse les personnes et les fait revenir sous forme de mort-vivant. Ils vivent principalement à Haïti.
Daemonfeuer
Ce sont des dragons. Ils projettent leur graisse qui leur sert de combustible. Ils amassent des biens volés aux villageois. Les enfants des Dämonfeuer sont dévoués à leurs parents et sont plus féroces.
Dickfellig
Ce sont des rhinocéros.
Drang-Zorn
Ce sont des blaireaux. Ils sont très agressifs et colériques, sont souvent sujets à des sautes d'humeur qu'ils ne peuvent contrôler. Vers 13 ans, les jeunes passent une sorte de stade de puberté qui les rend encore plus dangereux, colériques et agressifs que les adultes.
El Cucuy
C'est l'un des nombreux noms du croque-mitaine. Lorsqu'il entend les lamentations des femmes désespérées par l'insécurité de leurs villes, il les rejoint et élimine un par un les fauteurs de troubles.
El Cuegle
Ce sont des créatures (ressemblant à des ogres) à trois bras et trois yeux (un qui regarde sur le passé, un sur le présent et le troisième sur l'avenir). Originaire d'Espagne, ce Wesen traque les mères et enlève les bébés qui, selon ses prédictions et ses visions du futur, deviendront de futur tueurs. Puis les dévore.
Eisbiber
Ce sont des castors. Ils font partie des Wesen les plus couards. Ils sont souvent exploités par les Hässlich.
Excandesco
Ce sont des brasiers humains. Ils sont composés de roche noire et génèrent des flammes grâce à la libération par leur peau de grandes quantités de phosphore blanc. Ils n'ont pas besoin de woge pour avoir accès à leur pouvoir, mais ils le doivent s'ils veulent l'utiliser à pleine puissance.
Fuchsbau
Ce sont des renards. La plupart d'entre eux ne sont pas des tueurs, mais ils peuvent infliger des blessures suffisamment graves à leurs ennemis.
Fuchsteufelwild
Ce sont des sortes de gobelins. Ils possèdent de longs doigts très corrosifs.
Gedächtnis Esser
Ce sont des pieuvres qui possèdent plusieurs tentacules au niveau de leur tête. Ils en ont quatre principaux qui sont plus longs que le reste et chaque tentacule est couvert de multiples ventouses. Ils utilisent ces quatre tentacules pour creuser des trous dans la tête de leurs victimes afin de voler leurs souvenirs, les laissant incapable du moindre contact humain et incapable d'identifier leur agresseur.
Geier
Ce sont des vautours. Ils sont sadiques et se repaissent de la douleur infligée à leurs victimes. Ce sont des trafiquants d'organes, qu'ils revendent ensuite au marché noir. Par exemple, la Galenbleis est une vésicule humaine séchée et pilée. On les trouve souvent sur les champs de batailles où ils prélèvent sadiquement les organes des soldats à l'agonie.
Gelumcaedus
Ce sont des alligators. Ils possèdent une grande force physique et peuvent aisément arracher les membres de leurs victimes.
Genio Innocuo
Ce sont des tortues très rares. Ils sont pacifiques, non-violents et possèdent en général de bonnes capacités intellectuelles.
Glühenvolk
Ce sont des Wesen souvent confondus avec des aliens. Il en reste très peu, car ils sont chassés depuis toujours pour leur peau bleue luisante qui brille dans le noir. Dans la série, il est mentionné qu'il ne reste plus que quelques individus en Alaska.
Hasslich
Ce sont des trolls. Ils pensent que tous les ponts leur appartiennent.
Hexenbiest
Ce sont des sorcières. Leur signe distinctif est une marque rouge sous la langue. Le sang des Grimm leur fait perdre leur pouvoir. Le terme pour désigner les « Hexenbiest » masculins est « Zauberbiest ».
Heftigauroch
Ce sont des taureaux, ils ne sont pas très dangereux, mais peuvent se défendre si nécessaire.
Hundjager
Ce sont des chiens de chasse. Ils sont froids et sans pitié, mais ont un très grand sens de l'honneur. Ils tiennent toujours leur promesse mot pour mot. Les membres du Verrat en sont. Ce sont eux qui chassent les membres de la Résistance.
Huntha lami muuaji
Ce sont des créatures de la famille des vers. Comme les Plathelminthes, leur peau sécrète des enzymes qui digèrent la peau de leur proie. Ils voyagent toujours par deux, un mâle et une femelle. Les femelles n'ont jamais été tuées ou capturées, car en réalité les huntha lami muuaji sont hermaphrodites. Ils ne "woge" que d'une seule manière, visible par tous.
Jinnamuru Xunte
Leur nom signifie Esprit malin, voleur de larmes. Ce sont des sortes de mouches. Ils se nourrissent des larmes des gens. Pour ce faire, ils les aveuglent avec des vers qu'ils leurs projettent dans les yeux pour les frapper de cécité. Ils rendent souvent visite à leurs proches ensuite, pour se nourrir du chagrin qu'ils ont eux-mêmes engendré.
Jagerbar
Ce sont des ours. Autrefois, ils pratiquaient une cérémonie du passage à l'âge adulte appelée Rowatz. Elle se déroulait au crépuscule, comme une chasse au gros gibier, si ce n'est qu'ils chassent des humains. Maintenant, il n'y a plus que quelques traditionalistes pratiquant cette cérémonie.
Klaustreich
Ce sont des chats sauvages. Les mâles sont très possessifs et ont mauvais caractère.
Königschlange
Ce sont des cobras. Ils peuvent, en utilisant leur langue, détecter le rythme cardiaque d'une personne et ainsi savoir si la personne est morte ou non.
Kinoshimobe
ne sont pas wesen mais plutôt des créatures végétales qui vivent en symbiose avec le jubokko (arbre suceur de sang).
Kochtcheï
Ce sont des guérisseurs, mais ils peuvent aussi inoculer un virus aux gens qu'ils touchent. Lorsqu'ils guérissent une personne, ils perdent une partie de leur espérance de vie.
Krampus
Ce sont des béliers, ils portent un costume et sont les jumeaux maléfiques du Père Noël. Ils punissent les enfants qui ne sont pas sages et les mangent, le soir du 21 décembre.
Lausenschlange
Ce sont des serpents. Ils n'hésitent pas à se nourrir d'êtres humains.
Lebensauger
Ce sont des Wesens ayant des caractéristiques similaires à celles des Lamproies (tel que le fait de se nourrir de sang). Ils sont considérés comme répugnants par les autres Wesens, et ont ainsi tendance à développer une forte désapprobation d'eux-mêmes.
Lowen
Ce sont des lions. Certains organisent des combats de gladiateurs clandestins. Ils sont enclins à la violence, surtout lorsqu’il est question de compétition.
Luisant-Pêcheur
Ce sont des loutres. Ils sont capables de retenir longtemps leur respiration sous l'eau et ils sont aussi d'excellents nageurs.
Luison
Ce sont une sous-espèce de loup originaire d'Amérique du Sud.
Manticore
Ce sont des créatures mi-lion, mi-scorpion. Ils n'ont pas peur de la mort comme les Taureus-Armenta. Ils peuvent faire sortir leur immense dard à volonté depuis leur colonne vertébrale qui produit une puissante toxine, mortelle pour toute créature, Wesen ou humaine.
Mauzhertz
Ce sont des créatures ressemblant à des souris, qui sont souvent les victimes des Lausenschlanges.
Mellifer
Ce sont des abeilles. Elles commandent les abeilles normales et s'attaquent aux Hexenbiest qui représentent leur seul ennemi héréditaire. Elles servent aussi à faire passer des messages.
Murcielago
Ce sont des chauves-souris. Ils produisent un ultra-son très puissant qui fait exploser les yeux et tympans de leurs victimes, les tuant sur le coup.
Musaï
Ce sont des muses. Quand il s'agit d'artistes en tous genres, elles leur permettent de percer dans leur art en leur donnant l'inspiration dont ils ont besoin pour créer. Cependant, un seul baiser des Musaï provoque une obsession dévorante chez les artistes qui tombent sous leur coupe. Elles adorent instinctivement voir les hommes s'entretuer pour elles. Sur un Grimm, la folie et l'obsession se propage bien plus vite que sur un humain normal.
Naïade
Ce sont des créatures aquatiques semblables à des sirènes, qui nagent bien plus vite que les humains et peuvent respirer sous l'eau. Si les naïades sont séparées d'une étendue d'eau trop longtemps, elles se dessèchent et meurent. Les mâles sont stériles et les femelles ne peuvent s'accoupler qu'avec des humains dans l'eau.
Nuckelavee
Ce sont des chevaux.
Phansigar
Ce sont des serpents originaire d'Inde. Ces Wesen font partie d'une ancienne caste appartenant aux Thugs, qui sacrifient un couple à la déesse indienne Kali tous les trois ans afin d'honorer leur déesse.
Reinigen
Ce sont des rats.
Scharfblicke
Ce sont des hiboux. Le capitaine Renard fait appel à l'un d'entre eux pour entrer dans la caravane de Nick.
Schakal
Ce sont des chacals. Ils sont très cruels et peuvent tuer des bébés sans aucun scrupule.
Seelenguter
Ce sont des moutons. Ils vivent surtout en troupeau, on peut les retrouver surtout dans les paroisses
Seltenvogel
Ce sont des oiseaux très rares. À partir de leur nourriture, ils produisent dans leur cou un amas minéral doré en forme d'œuf très convoité, qui ne vaut plus rien s'il est brisé.
Siegbarste
Ce sont des ogres. Leur signe distinctif est l'analgésie congénitale, grâce à une peau très dure et une forte densité osseuse. La seule manière de les tuer est de leur administrer une substance rare, le Siegbarste Gift (Gift, signifiant « poison ») au moyen d'un fusil conçu spécialement à cet usage, appelé « fusil à éléphants ».
Skalengeck
Ce sont des lézards.
Smilodon
Ce sont des tigres à dents de sabre. Ils sont très intelligents et calculateurs. Ce sont des machines à tuer, employés par les familles royales. Un seul d'entre eux peut décimer un village.
Spinnetod
Ce sont des araignées originaire du Japon. Cette espèce, aussi nommée « l'araignée de la mort », est connue comme la veuve noire de la communauté des araignées. Elles sont forcées de tuer trois jeunes hommes dans un délai de trois jours tous les cinq ans pour aspirer leur énergie vitale, sinon elle subissent un vieillissement prématuré. Elles sont particulièrement attirées par les objets brillants.
Steinadler
Ce sont des aigles. Ils sont héroïques et nobles, mais il est souvent difficile d'établir leur camp.
Taureus-Armenta
Ce sont des minotaures. Ils n'ont généralement pas peur de la mort.
Vulpesmyrca
Ce sont des créatures ressemblant à des renards noirs qui chassent les Willaharas pour leur couper le pied gauche qui est supposé porter chance, et, plus spécifiquement, augmenter la fertilité des couples ayant des difficultés à avoir des enfants.
Wesen
C'est le nom général des créatures.
Wendigo
Ce sont des créatures du folklore amérindien, des tribus Anishinaabe, Ojibwés et Cris, qui dévorent les humains et sont particulièrement sadiques. Ils enterrent les os de leurs victimes sous leur habitation.
Wildermann
Ce sont des créatures connues sous d'autres noms tels que Bigfoot, Sasquatch ou le Yéti.
Wildesheer
Ce sont des loups différents des Blutbads. Ils récoltent les cheveux des combattants qu'ils rencontrent, pour s'en faire un manteau afin de devenir puissants et résistants. Le seul moyen de les arrêter est alors de couper leurs propres cheveux.
Willahara
Ce sont des lapins. Ils sont réputés pour être très fertiles. Ils ont très peur des Wesen qui les chassent pour leur couper la patte gauche afin d'aider les couples qui ont du mal à avoir des enfants. Ces chasseurs sont appelés Leporem Venators.
Yaguaraté
Ce sont des jaguars. Ils se déplacent souvent en bande.
Ziegevolk
Ce sont des boucs. Ils sont originaires des Alpes de Kitzbühel en Autriche. Grâce à la production de phéromones, ils séduisent surtout les femmes mais ne leur sont pas fidèles. Ils sont aussi connus sous le nom de « barbe bleue ». Ceux qui mangent des grenouilles sont des « éleveurs » et gardent les femmes qu'ils charment, prisonnières dans des cages comme du bétail afin de se reproduire.
Zauberbiest
C'est le nom donné aux Hexenbiest mâles. Tout comme elles, ils jouissent d'une force accrue, de capacités télékinétiques et de connaissances approfondies en sorcellerie et en préparation de potions en tous genres.
Forterseele
Ce sont des grenouilles vénéneuses. Ils sont très attirants physiquement. Ils wogent uniquement lorsque quelqu'un est attiré physiquement par eux. Quand ils wogent, leur peau dégage un poison très toxique. Beaucoup se font des brûlures ou des cicatrices sur le visage afin de s'enlaidir pour éviter de tuer accidentellement.
Varme Tyv
Ce sont des serpents glacials. Ils sont très rares. Ils ont du sang froid. Leurs corps ne produisent pas de chaleur donc ils doivent en voler chez quelqu'un d'autre. S'ils en prennent trop, la victime meurt de froid et il arrive qu'elle soit congelée. S'ils ne prennent de chaleur, ils meurent de froid. Ils hibernent toujours pendant l'hiver en groupe.
Panthère d'eau
Ce sont des panthères aquatiques. Ce sont des esprits amérindiens invoqués par des sortilèges. Ils apparaissent pour exécuter une vengeance. Pour cela, ils prennent possession du corps de celui qui les a invoqués pour exécuter la vengeance.
Volkodlake
Ce sont des loups originaires de Russie.
Lomombre
Ce sont des loups originaires d'Espagne.

## Accueil

### Audiences

#### Aux États-Unis
Le record d'audience de la série est détenu par l'épisode pilote, qui a rassemblé 6,56 millions de téléspectateurs lors de sa diffusion sur NBC.
L'audience moyenne de la première saison s'élève à 5 millions de téléspectateurs.
L'audience moyenne de la deuxième saison s'élève à 5,2 millions de téléspectateurs.
L'épisode 4 de la cinquième saison a enregistré la plus mauvaise audience de la série avec 3,62 millions de téléspectateurs.

#### Dans les pays francophones
En France, le 24 avril 2012, les deux premiers épisodes ont atteint plus de 300 000 téléspectateurs sur Syfy France, ce qui est un record historique pour la chaîne.
Le record d'audience de la série est détenu par l'épisode 21 de la première saison, qui a rassemblé 516 000 téléspectateurs lors de sa diffusion sur NT1. Sur la même chaîne, l'épisode 9 de la première saison a enregistré la plus mauvaise audience de la série avec 363 000 téléspectateurs.

## Projet de Film Revival
En janvier 2025, il a été signalé qu'un film de redémarrage était en développement chez Peacock, avec les co-créateurs de la série Jim Kouf et David Greenwalt agissant en tant que producteurs exécutifs du projet.